# Mülhäuser
Mühlhäuser Gmbh était un fabricant de matériels de transport ferroviaire et de machines pour la construction de tunnels basé à Michelstadt dans le land d'Hesse, en Allemagne.
La société a fabriqué des rails et aiguillages pour les lignes de chemins de fer à voies étroites, des convoyeurs à bandes, des machines béton projeté, des coffrages métalliques, des draisines et plusieurs types de matériels de construction dont des tunneliers.
Après une période de grandes difficultés financières, alors qu'une procédure d'insolvabilité avait été engagée le 28 juin 2019, la société a été rachetée par le groupe Mining Equipment Ltd de Durango dans le Colorado,,.

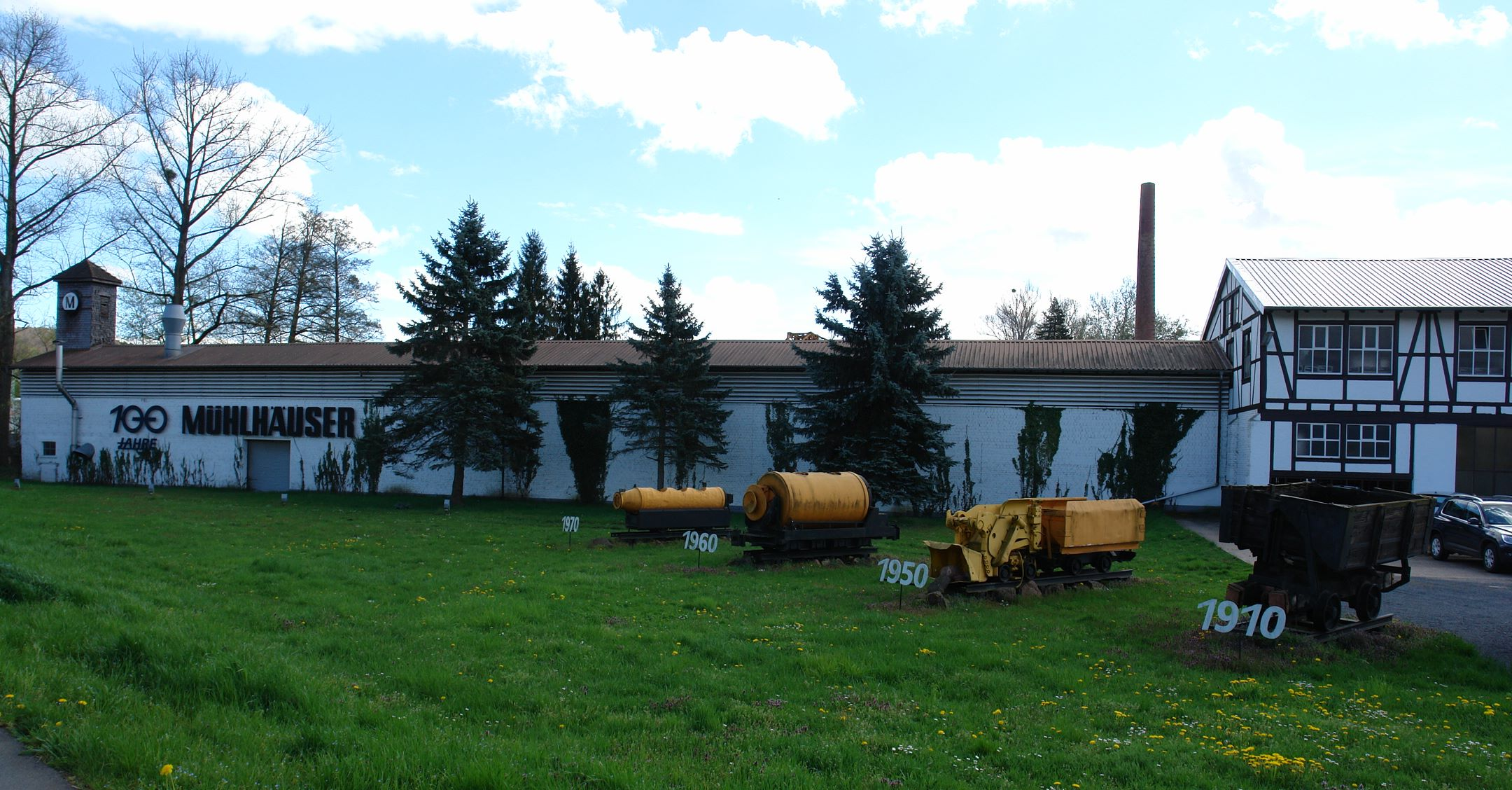
Locaux de l'entreprise à Michelstadt.

## Histoire
Mühlhäuser Gmbh est une entreprise allemande fondée par les trois frères Mühlhäuser en 1907. La quatrième génération a assuré la direction de l'entreprise jusqu'en 2019.
La société a débuté avec la fabrication en 1912 d'un déchargeur latéral en bois et acier. Dans les années qui ont suivi, l'entreprise a développé des matériels pour la construction de routes et de tunnels, de rails pour les voies ferrées. En 1941, Karl-Heinz Mühlhäuser, devenu l'unique propriétaire, a dirigé l'entreprise florissante jusque dans les années 1960. Le 1er janvier 1955, il recrute Günter Elés, qui déposera plusieurs brevets pour l'entreprise. Elés quittera l'entreprise à l'âge de 60 ans sans jamais avoir reçu de gratification financière. Heinz-Peter Mühlhäuser, le fils de Karl-Heinz Mühlhäuser, a ensuite dirigé l'entreprise pendant près de 50 ans en tant qu'associé directeur. En 2013, il cède ses actions à son fils Hubertus Mühlhäuser qui rachète alors les actions encore détenues par son oncle et son cousin. Il est devenu l'unique propriétaire de la société.
La société Mühlhäuser GmbH a fourni des machines pour la construction du tunnel du Nouvel Elbe, du métro de New York, d'Eurotunnel et du tunnel de base du Saint-Gothard. Après la fin des travaux de percement de l'Eurotunnel, la société a racheté le matériel d'occasion afin de le louer pour d'autres projets de construction de tunnels ou de les vendre révisés. Pour le tunnel de base du Saint-Gothard, l'entreprise a construit des éléments spéciaux pour les ambulances et les pompiers ainsi qu'un énorme aspirateur pour garder le tunnel propre.

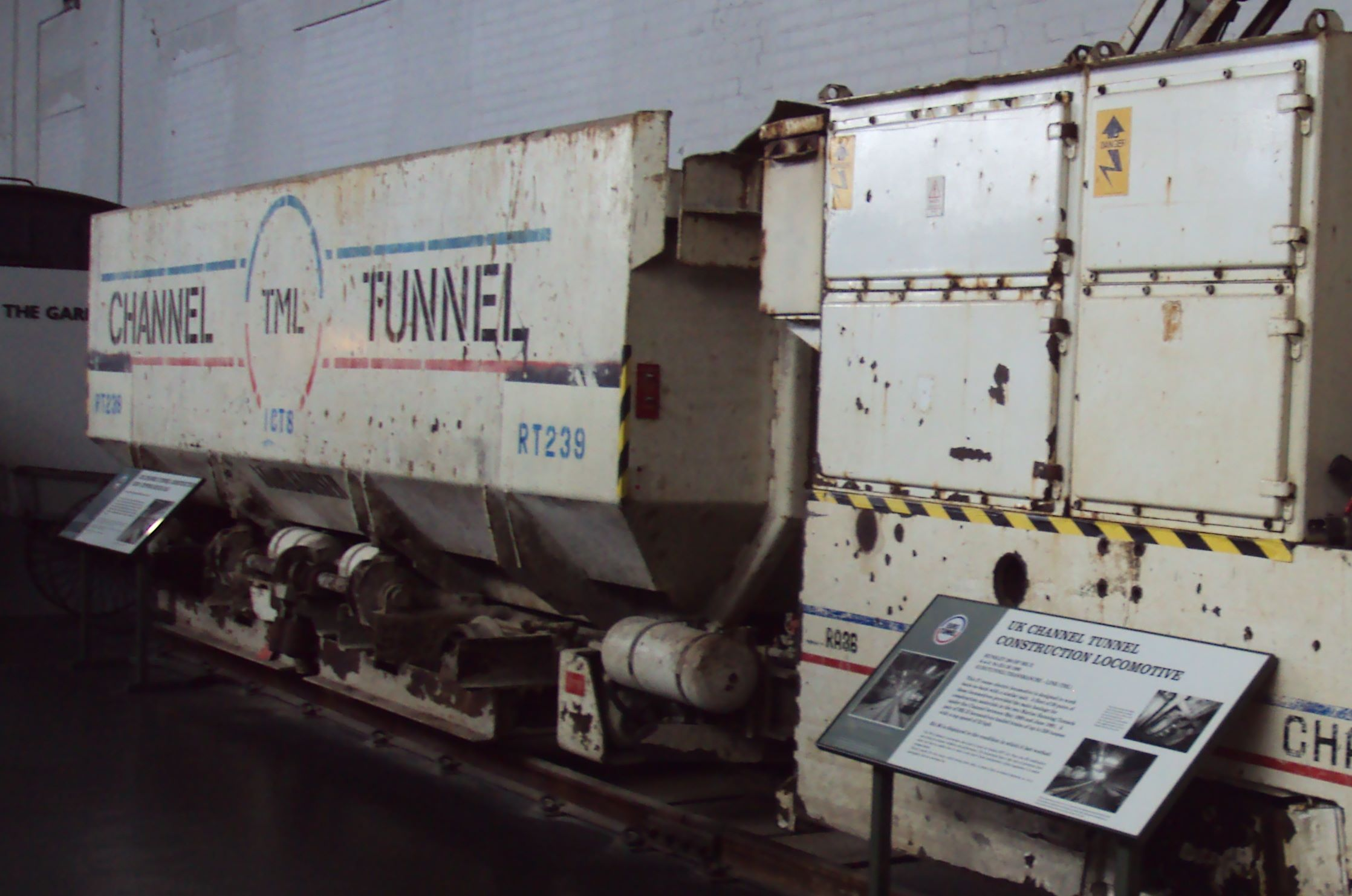
Tunnelier Mühlhäuser utilisé pour Eurotunnel.

## Principaux ouvrages

### Tunnels routiers
- Tunnel de Leer sous l'Ems, Allemagne
- Tunnel de Malmö, Suède

### Tunnel de métro
- Prolongement de la ligne Jubilee line, métro de Londres, Royaume-Uni
- Métro de Singapour,
- Gautrain, Afrique du Sud
- Extension de la ligne IRT Flushing Line, métro de New York,
- Métro d'Omsk, Russie
- Métro de Delhi CC18 à CC34, Inde.

### Tunnel adduction d'eau potable
- LHPC Lesotho Highlands Project, Afrique du Sud
- Tunnel de la ville de New York,
- Ligne de Las Palmas Tigre, Argentine.

### Tunnels ferroviaires
- Tunnel de base du Saint-Gothard, Suisse
- Tunnel sous la Manche, Royaume-Uni/France
- Tunnels Crossrail, Royaume-Uni
- Tunnel de Boßler, Allemagne.